# Marcus Sommerfeld
Marcus Sommerfeld (* 22. Oktober 1983 in Burnaby, British Columbia) ist ein ehemaliger deutsch-kanadischer Eishockeyspieler, der in der Deutschen Eishockey Liga für die Eisbären Berlin und die Hamburg Freezers aktiv war. In der zweiten deutschen Spielklasse spielte er unter anderem für die Bietigheim Steelers, Grizzly Adams Wolfsburg und die Lausitzer Füchse.

## Karriere
Der 1,80 m große Sommerfeld begann seine Karriere im Jahre 2003 in kanadischen Juniorenliga Kootenay International Junior Hockey League. Nach ansprechenden Leistungen wurde er 2004 von den Eisbären Berlin aus der Deutschen Eishockey Liga unter Vertrag genommen wurde. In Berlin konnte sich der Rechtsschütze allerdings nicht durchsetzen und wurde überwiegend bei den Eisbären Juniors Berlin in der Oberliga eingesetzt. Dennoch durfte sich Sommerfeld zu jenem Team zählen, welches in der Saison 2004/05 die Deutsche Meisterschaft gewinnen konnte.
Nur ein Jahr später schloss sich der Deutsch-Kanadier den Grizzly Adams Wolfsburg in der 2. Bundesliga an. Während seiner Zeit in Wolfsburg wurde der damals 22-Jährige intensiv von einigen Scouts der Hamburg Freezers beobachtet. Zur Spielzeit 2006/07 unterschrieb Marcus Sommerfeld einen Vertrag bei dem DEL-Klub, für den er bis 2009 aufs Eis ging.
Im Oktober 2009 erhielt er zunächst einen Probevertrag beim SC Riessersee, der Anfang November bis Saisonende verlängert wurde. Im Mai 2010 wurde Sommerfeld von den Hannover Indians unter Vertrag genommen. Diesen verließ er nach der Saison, um sich im August 2011 dem Team der Lausitzer Füchse anzuschließen, wo er als Offensiv-Verteidiger spielte und in 52 Spielen 48 Scorerpunkte erzielte. Vor der Saison 2012/13 wechselte er zu den Bietigheim Steelers. Mit den Steelers wurde Sommerfeld unter Trainer Kevin Gaudet dreimal Meister der zweiten Spielklasse – 2013, 2015 und 2018. Darüber hinaus gewannen die Steelers 2013 auch den DEB-Pokal sowie drei Vizemeisterschaften. Insgesamt absolvierte Sommerfeld über 400 Partien für den Club aus Bietigheim. Nach der Saison 2018/19 beendete er seine Karriere, um nach Kanada (Vancouver) zurückzukehren und Feuerwehrmann zu werden.

## Erfolge und Auszeichnungen
- 2005 Deutscher Meister mit den Eisbären Berlin
- 2013 DEB-Pokal-Sieger mit dem Bietigheim Steelers
- 2013 Meister der 2. Bundesliga mit den Bietigheim Steelers
- 2015 DEL2-Meister mit den Bietigheim Steelers
- 2018 DEL2-Meister mit den Bietigheim Steelers

## Karrierestatistik
(Legende zur Spielerstatistik: Sp oder GP = absolvierte Spiele; T oder G = erzielte Tore; V oder A = erzielte Assists; Pkt oder Pts = erzielte Scorerpunkte; SM oder PIM = erhaltene Strafminuten; +/− = Plus/Minus-Bilanz; PP = erzielte Überzahltore; SH = erzielte Unterzahltore; GW = erzielte Siegtore; 1 Play-downs/Relegation; Kursiv: Statistik nicht vollständig)